# QUOTATION
QUOTATION（クォーテーション）は、ファッション、グラフィックデザイン、アート、写真、建築など世界各国のクリエイティブ動向を紹介する日本発のカルチャー誌・ウェブメディアである。
2008年に紙媒体として創刊され、2013年にはランウェイ情報に特化した姉妹誌『QUOTATION FASHION ISSUE』を派生刊行した。2023年10月には公式サイト QUOTATION.tokyo を全面リニューアルし、アート、エンターテインメント、ビジネス分野へ領域を拡張した総合クリエイティブメディアとして再始動した。

## 概要
「世界のクリエイティブジャーナル誌」を掲げる本誌は、判型B5変型で発行され、創刊以来編集長は蜂賀亨が務めている。蜂賀は『+81』誌を立ち上げた経歴を持つ。創刊当初の発行元はBNN新社で、その後MATOI PUBLISHINGに移行した。現在はファッションに特化した増刊『QUOTATION FASHION ISSUE』も定期的に刊行されている。

## 歴史

### 2008年：創刊
- 2008年10月27日、『“QUOTATION” Worldwide Creative Journal』創刊号（No.1）発売[1]。

### 2012年：定期刊行化とリニューアル
- 2012年、レイアウト刷新とともに定期刊行ペースを季刊に固定[5]。

### 2013年：『FASHION ISSUE』新創刊
- 2013年4月25日、『QUOTATION FASHION ISSUE』Vol.1（13–14AW号）創刊[2]。

### 2020–2022年：分冊化と再統合
- 2020年5月、FASHION ISSUE をメンズ／ウィメンズの2分冊体制に変更。メンズ創刊号（Vol.30）表紙は〈UNDERCOVER〉の高橋盾が担当[6]。
- 2022年2月、メンズ・ウィメンズを再統合したリニューアル号（Vol.35）を刊行し、デザイナー宮下貴裕のインタビューを特集[7]。

### 2023年：ウェブメディア再始動
- 2023年10月25日、公式サイトを全面改装しカテゴリー拡張[3]。

## 主な刊行物
| 刊行物                              | 創刊年 | 判型 / 頻度         | 概要                                                           |
| ----------------------------------- | ------ | ------------------- | -------------------------------------------------------------- |
| 『QUOTATION』本誌                   | 2008年 | B5変型 / 季刊       | 世界の最新クリエイティブを網羅。                               |
| 『QUOTATION FASHION ISSUE』         | 2013年 | B5変型 / 年2回      | パリ、ミラノ、ロンドン、ニューヨーク、東京コレクションを特集。 |
| 『QUOTATION BOOKS / SPECIAL ISSUE』 | 不定期 | 変形判 / ムック形式 | 蜷川実花、UNDERCOVERなどを深掘りする号。                       |

## Webメディア
QUOTATION.tokyo
2015年開設。2023年のリニューアル以降は「FASHION」「ART」「ENTERTAINMENT」「BUSINESS」など複数のカテゴリでニュースやインタビューを配信。
quotationmagazine.jp
2008年創刊時から運営されているバックナンバー・定期購読情報サイト。

## 編集体制
- 編集長 – 蜂賀亨
- アートディレクション – gift unfolding casually
- 発行人 – 株式会社MATOI PUBLISHING 代表取締役：柴田大輔

## 特色
- 世界各都市のデザイン系媒体と連携し、紙面・Webともに日英併記で発信[5]。
- 無名クリエイターやインディペンデントブランドの紹介が多く、ハイ&ローを横断する編集方針が評価される[9]。

## 関連人物
- 高橋盾 – 2020年メンズ創刊号表紙デザイン[6]。
- 宮下貴裕 – 2022年Vol.35 巻頭インタビュー[7]。

## 受賞歴
- 2015年 – 『QUOTATION BOOKS: couleur』が第○回○○デザイン賞奨励賞を受賞[要検証 – ノート][10]。